# Michael Kobel

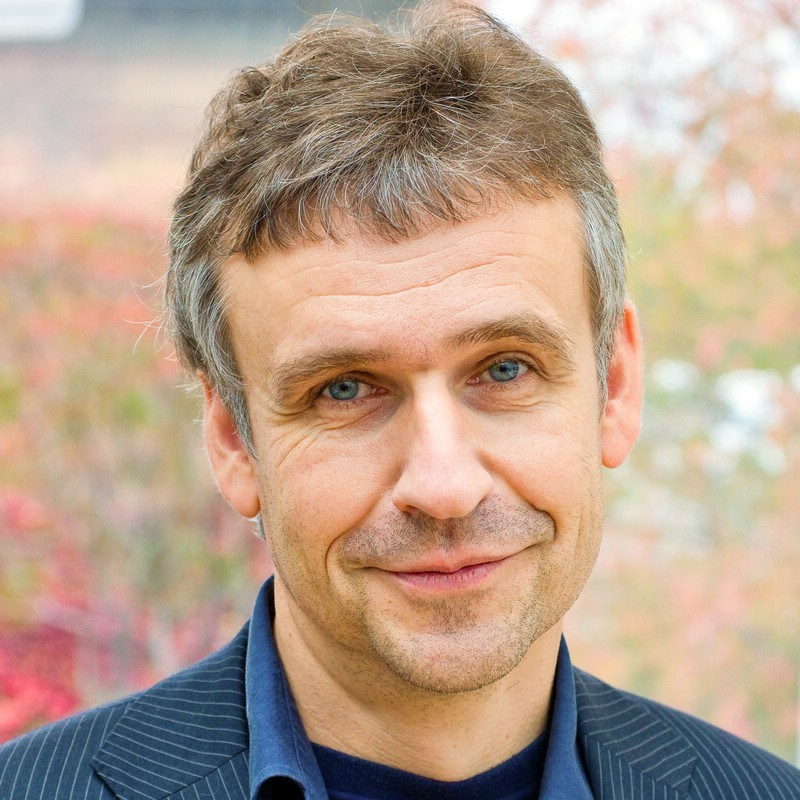
Michael Kobel, 2010

Michael Kobel (* 10. Oktober 1961 in Bayreuth) ist ein deutscher Teilchenphysiker. Er lehrt und forscht seit 2006 als Professor für Teilchenphysik an der Technischen Universität Dresden.

## Leben
Michael Kobel studierte von 1980 bis 1986 Physik an der Friedrich-Alexander-Universität Erlangen-Nürnberg und promovierte 1991 mit am DESY in Hamburg durchgeführten experimentellen Messungen zum Thema Measurement of the decay of the _U63(1S) [Upsilon(1S)] and _U63(2S) [Upsilon(2S)] resonances to muon pairs and determination of the strong coupling constant using the Crystal Ball Detector, ebenfalls an der Universität Erlangen-Nürnberg. Es folgte 1997 die Habilitation an der Albert-Ludwigs-Universität Freiburg. Im Jahr 1998 war Kobel zunächst in Vertretung und ab 1999 fest Professor für experimentelle Teilchenphysik an der Rheinischen Friedrich-Wilhelms-Universität Bonn. Im Jahr 2006 erhielt er einen Ruf an die Technische Universität Dresden, wo er seither die Professur für Teilchenphysik innehat.
Mit seiner Forschergruppe wertet Kobel seit 2006 am CERN in Genf Experimentaldaten des Teilchendetektors ATLAS am Large Hadron Collider (LHC) aus. Er war von 2008 bis 2017 Direktor des Instituts für Kern- und Teilchenphysik (IKTP), von 2009 bis 2016 Studiendekan der Fachrichtung Physik der TU Dresden und von 2019 bis März 2021 Dekan der Fakultät Physik der TU Dresden. Anschließend war er als Nachfolger von Gerald Gerlach als Prorektor Bildung Teil des Rektorats der TU Dresden.
Kobel war von 2000 bis 2021 deutscher Repräsentant in der International Particle Physics Outreach Group (IPPOG) (früher EPPOG) und von 2009 bis 2012 einer ihrer beiden Vorsitzenden.

## Wirken
Kobel erforscht seit 1984 mit Hilfe von Experimenten an Teilchenbeschleunigern fundamentale Fragen der Teilchenphysik. Zentrale Themen bilden dabei Präzisionstests des Standardmodells, insbesondere die Variation der Stärken der fundamentalen Wechselwirkungen, die genaue Vermessung elektroschwacher Streuprozesse sowie die Erforschung der elektroschwachen Symmetriebrechung und des Ursprungs der Masse über die Suche nach Higgs-Bosonen und ihren Beitrag zur Streuung von W-Bosonen und Z-Bosonen innerhalb und jenseits des Standardmodells.
Kobel engagiert sich für die allgemeinverständliche Vermittlung von Teilchenphysik und Kosmologie. Bereits 2002 wurde er „für seine Bemühungen, Schülern die Hochenergie-Teilchenphysik näherzubringen“, mit dem High Energy Particle Physics Public Outreach Prize 2002 der Europäischen Physikalischen Gesellschaft ausgezeichnet.
Im Jahr 2003 wurde er Gründungsvorsitzender des Vereins Science on Stage, der aus der von ihm seit 2000 in Deutschland organisierten Initiative Physics on Stage hervorging. Kobel sitzt im wissenschaftlichen Beirat der Seite weltmaschine.de der deutschen CERN/LHC-Kommunikation, die wissenschaftliche Aspekte rund um den LHC allgemeinverständlich vermittelt. Er entwarf zudem mehrere Exponate für ihre mobile Ausstellung Weltmaschine, darunter ein anschauliches „hands-on“-Higgs-Modell und eine Animation darüber, wie sich das Universum entwickelt hätte, wenn die Elementarteilchen etwas andere Massen hätten.
Im Jahr 2005 initiierte Kobel die ersten Europäischen Schülerforschungstage, die sogenannten European Particle Physics Masterclasses, die von der European Particle Physics Outreach Group EPPOG ausgerichtet wurden. Im Rahmen der Veranstaltung konnten über 2500 Schüler aus 18 europäischen Ländern rund zwei Wochen lang unter anderem reale Daten des CERN auswerten oder Vorträge über Teilchenphysik besuchen. Bereits zwei Jahre später nahmen über 4000 Schüler an den nun internationalen Schülerforschungstagen International Hands on Particle Physics Masterclasses teil, an dem sich auch Forschungsinstitute aus den USA und Südafrika beteiligten. Im Jahr 2012 waren 130 Institute aus 31 Ländern aus allen Erdteilen an den Masterclasses beteiligt, die von rund 8000 Schülern besucht wurden.
Im Jahr 2010 rief Kobel das bundesweite Netzwerk Teilchenwelt ins Leben, in das Erfahrungen der internationalen Masterclasses einflossen. Netzwerk Teilchenwelt ist ein „nationale[s] Netzwerk von Forschungsinstituten, Schulen und Lernorten, Wissenschaftlern, Schülern, Lehrern und Studenten“. In Teilchenphysik-Masterclasses, Projekttagen unter anderem an Schulen und Schülerlaboren, können Jugendliche zunächst originale Daten von CERN-Experimenten auswerten und erhalten anschließend die Gelegenheit, sich individuell bis hin zu eigenen Forschungsprojekten weiter in Astroteilchen- und Teilchenphysik zu engagieren. Schirmherrin des Netzwerks, das von Kobel geleitet wird, ist die Deutsche Physikalische Gesellschaft. Das Netzwerk Teilchenwelt wurde 2011 als Ausgewählter Ort im Land der Ideen ausgezeichnet. Für sein „langjähriges, aktives Engagement in der Popularisierung der Physik und in der Vermittlung von Teilchenphysik an Jugendliche“ erhielt Kobel Ende 2013 den Georg-Kerschensteiner-Preis 2014 der Deutschen Physikalischen Gesellschaft, der für Beiträge zur Didaktik und Schulphysik vergeben wird.
Kobel engagiert sich im Netzwerk Willkommen in Löbtau für die Integration von Migranten und den gesellschaftlichen Zusammenhalt und leitet die Arbeitsgruppe Ausbildung und Arbeit, die persönliche Patenschaften mit Geflüchteten herstellt. Die Arbeitsgruppe erhielt Ende 2016 den Dresdner Integrationspreis. Seit 2019 ist Kobel Vorstandsmitglied im Sächsischen Flüchtlingsrat. Kobel wurde 2025 mit der Ehrenmünze der Landeshauptstadt Dresden ausgezeichnet. Sie wird an Personen vergeben, die sich ehrenamtlich „in besonderer Weise und nachhaltig in der Stadt engagieren“. Kobel erhielt die Auszeichnung für sein Engagement im Verein Willkommen in Löbtau sowie im Netzwerk Teilchenwelt.

## Schriften (Auswahl)
Michael Kobel ist Autor von über 800 wissenschaftlichen Veröffentlichungen, u. a.:
- 1989: A verified upgrade of the GHEISHA 6-7 simulation of particle interactions (mit Zbigniew Jakubowski)[17]
- 1990: Measurement of the decay of the Upsilon (1S) and Upsilon (2S) resonances to muon pairs (mit Crystal Ball Collaboration)[18]
- 1991: Measurement of the decay of the _U63(1S) [Upsilon(1S)] and _U63(2S) [Upsilon(2S)] resonances to muon pairs and determination of the strong coupling constant using the Crystal Ball Detector (Doktorarbeit Uni Erlangen, DESY-F31-91-03)[19]
- 2000: Two fermion production in electron positron collisions[20]
- 2003: Decay mode independent searches for new scalar bosons with the OPAL detector at LEP (mit OPAL Kollaboration)[21]
- 2004: Teilchenphysik (Eintrag in: K. Bammel (Hrsg.): Faszination Physik. Spektrum Akad. Verlag, S. 19–40.)
- 2005: Measurement of the running of the QED coupling in small-angle Bhabha scattering at LEP (mit OPAL Kollaboration)[22]
- 2006: Precision Electroweak Measurements on the Z Resonance (mit LEP Electroweak Working Group, ALEPH, DELPHI, L3, OPAL Kollaborationen)[23]
- 2007: European particle physics masterclasses make students scientists for a day (mit E. Johansson, D. Hillebrandt, K. Engeln, M. Euler)[24]
- 2009: Schüler in die Wissenschaft (mit Uta Bilow, in: Physik in unserer Zeit)
- 2010: Discovery Potential of supersymmetric Higgs Bosons A/H->tau,tau in ATLAS (mit ATLAS Kollaboration)[25]
- 2012: Netzwerk Teilchenwelt: Jugendliche und Lehrkräfte erfahren aktuelle Forschung in der Teilchenphysik (mit Kerstin Gedigk, Anne Glück, Konrad Jende, Christian Rudolph, Gesche Pospiech)[26]

## Auszeichnungen
- 2002: High Energy Particle Physics Public Outreach Prize 2002 der Europäischen Physikalischen Gesellschaft[3]
- 2005: nominiert für den Descartes Prize for Excellence in Science Communication
- 2011: Netzwerk Teilchenwelt – Ausgewählter Ort im Land der Ideen
- 2013: Lehrpreis der Gesellschaft von Freunden und Förderern der TU Dresden e. V. (GFF)[13]
- 2013: Georg-Kerschensteiner-Preis 2014 der Deutschen Physikalischen Gesellschaft
- 2016: Dresdner Integrationspreis[27]
- 2019: Auszeichnung beim Ehrenamtsempfang im Sächsischen Landtag[28]
- 2025: Ehrenmünze der Landeshauptstadt Dresden